# Flexeiras (kommun)
Flexeiras är en kommun i Brasilien.   Den ligger i delstaten Alagoas, i den östra delen av landet, 1 500 km nordost om huvudstaden Brasília. Antalet invånare är 12 339. Arean är 316 kvadratkilometer.
Terrängen i Flexeiras är kuperad åt nordväst, men åt sydost är den platt.
Följande samhällen finns i Flexeiras:
- Flexeiras

Omgivningarna runt Flexeiras är en mosaik av jordbruksmark och naturlig växtlighet. Runt Flexeiras är det ganska glesbefolkat, med 36 invånare per kvadratkilometer.